# Benjamin Pestieau
Benjamin Pestieau (1977) is een Belgisch politicus voor de marxistische PVDA.

## Biografie
Benjamin Pestieau is een zoon van de Schots-Belgische activiste Maria McGavigan en fysicus en activist Jean Pestieau; zijn broer David Pestieau is ook actief bij de PVDA.
Pestieau kwam in de kieskring Brussel op bij de federale verkiezingen van 2010 (als eerste opvolger), 2014 (als lijsttrekker), 2019 (als lijstduwer) en 2024 (als lijstduwer). 
Van 2011 tot 2014 was hij voorzitter van PVDA Brussels Hoofdstedelijk Gewest. Binnen de partij volgt hij sinds 2014 relaties met vakbonden op en sinds 2019 het departement 'wereld van de arbeid'. Hij werd lid van het dagelijks bestuur van de partij in 2022 en in 2025 werd hij aangeduid als adjunct-algemeen-secretaris.